# Pedro Fernández de Quirós

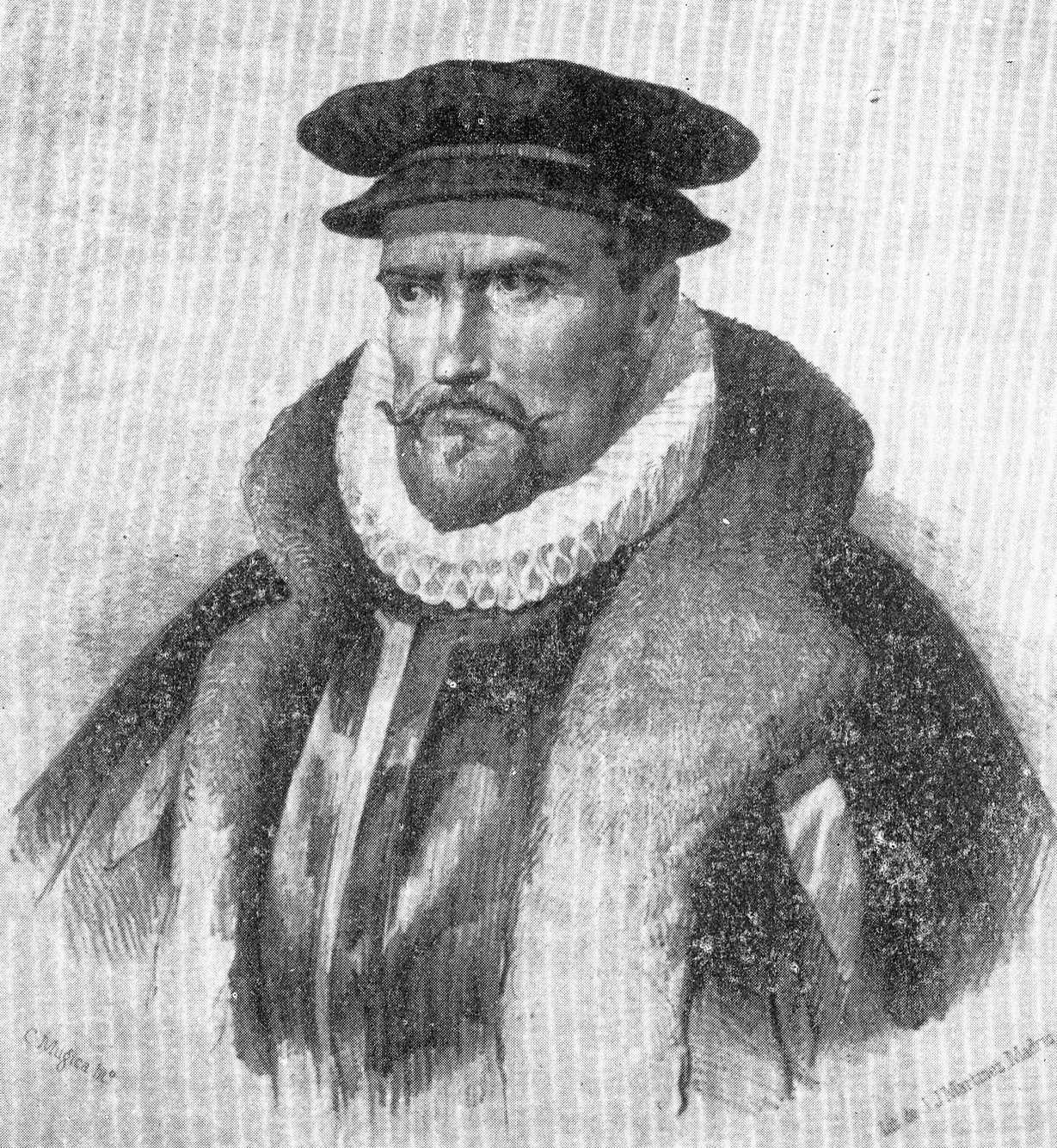
Pedro Fernández de Quirós

Pedro Fernández de Quirós (* 1565 in Évora, Portugal; † 1614 in Panama; portugiesisch: Pedro Fernandes de Queirós) war ein portugiesischer Seefahrer und Entdecker, insbesondere im Pazifik.

## Leben
Im Jahr 1595 nahm Pedro Fernández de Quirós als Hauptlotse an der zweiten Expedition von Alvaro de Mendaña de Neyra teil. Sie führte von Peru aus zu den Marquesas- und weiter zu den Santa-Cruz-Inseln (heute Salomonen), wo Mendana aber verstarb. Zusammen mit dessen Witwe, Doña Ysabel de Barreto, führte Quirós die Expedition über die Philippinen zurück nach Peru; die beiden heirateten später auch. 
1605 verließ Quirós den peruanischen Hafen Callao für eine zweite Expedition im Auftrag des spanischen Vizekönigs von Peru. Das zweite Schiff der Expedition, die San Pedrico, fuhr unter Luiz Váez de Torres. Die Flotte segelte diesmal weiter südlich als auf der ersten Reise. So entdeckte Quirós eine Reihe von unbewohnten Inseln im Tuamotu-Archipel, die er katalogisierte. Am 10. Februar des Jahres 1606 stieß er auf eine bewohnte Insel, die er „Conversion de San Pablo“ („Bekehrung des heiligen Paulus“) nannte. Es gab Vermutungen, dass es sich hierbei um Tahiti gehandelt haben könnte. Diese wurden jedoch nicht bestätigt. Vielmehr handelte es sich um die Insel Anaa (Französisch-Polynesien), als deren Entdecker lange James Cook galt. Weiter westwärts erreichte Quirós am 1. März 1606 eine weitere bewohnte Insel, der er den Namen „Gente Hermosa“' gab. Bis dato ist nicht ganz sicher, auf welcher Insel er genau landete; Quellen zufolge könnte es sich um Olosenga (Swains Island der Tokelau-Gruppe) oder um Rakahanga (Cookinseln) handeln.
Am 3. Mai 1606 erreichte er die Neuen Hebriden (heutiges Vanuatu). Die Insel Espiritu Santo erschien ihm so groß, dass er mutmaßte, es könnte sich um den legendären Südkontinent „terra australis incognita“ handeln. Er nannte die Insel daraufhin „La Austrialia del Espiritu Santo“ („das südliche Land des Heiligen Geistes“). Dort gründete er die Kolonie Nova Jerusalem.
Der Name Pedro Fernández de Quirós ist heute vor allem in Australien bekannt. Viele schreiben ihm die Prägung des Namens „Australia“ zu in dem Glauben, er habe den Kontinent „Austrialia del Espiritu Santo“ genannt. Patrick Francis Kardinal Moran, Erzbischof von Sydney von 1885 bis 1911, sah dies als Tatsache an, weshalb es in katholischen Schulen für viele Jahre auch so unterrichtet wurde. Der Kardinal war der Meinung, dass Quirós’ „Neues Jerusalem“ in der Nähe von Gladstone (Queensland) liege. Dieser Mythos ließ den australischen katholischen Dichter James McAuley (1917–1976) das Gedicht Captain Quirós schreiben, in dem dieser als Märtyrer für die katholische Zivilisierung des Pazifik geschildert wird. Der australische Schriftsteller John Toohey schrieb 2002 einen Roman mit dem Titel Quirós. In Wirklichkeit wurde der Name „Australia“ für den Kontinent durch Matthew Flinders geprägt.
Während Torres die Expedition fortsetzte, nachdem er von Quirós per Zufall getrennt worden war, kehrte Letzterer im Oktober 1606 in den Hafen von La Navidad und 1607 nach Madrid zurück. Als Betrüger verkannt, lebte er die nächsten Jahre in Armut, schrieb Reiseberichte und verfasste Eingaben an König Philipp III. Er wurde mit einem Empfehlungsschreiben nach Peru geschickt, aber der König wollte kein weiteres Geld für ihn aufwenden. 1614, nach einem längeren Aufenthalt in Spanien, starb Pedro Fernández de Quirós bei der Ankunft in Panama.

## Werke
- Relation Herrn Petri Fernandes de Quir, Spanischen Hauptmans etc., so er König. May. in Spanien etc. von dem new erfundnem vierten Theil der Welt (so bißher in Mappis oder Landtafflen Terra Australis incognita genannt) und desselben Länder, Reichtumb und Fruchtbarkeit etc. ubergeben. In Spanischer Sprach zu Pampelona mit dess Koniglichen Raths erlaubnuss getruckt jetzo aber meniglich zu gutem ins Teutsch gebracht. Dabertzhofer, Augsburg 1611 (Digitalisat).